# Гулієв Камал Агасеїд-огли
Камал Гулієв (азерб. Kamal Quliyev, нар. 14 листопада 1976) — азербайджанський футболіст, що грав на позиції півзахисника.
Виступав, зокрема, за клуб «Нефтчі», а також національну збірну Азербайджану.

## Клубна кар'єра
У дорослому футболі дебютував 1998 року виступами за команду клубу «Нефтчі», в якій провів чотири сезони, взявши участь у 109 матчах чемпіонату.
В 2002 перейшов у «„Волинь“» із Луцька, де грав разом із Саміром Алієвим. Протягом деякого часу вони стали улюбленцями вболівальників «Волині». В 2003 році, за підсумками голосування на офіційному сайті ФК «Волинь», Камал Гулієв був визнаний найкращим гравцем клубу.
Згодом з 2004 по 2009 рік грав на батьківщині в складі команд клубів «Хазар-Ланкаран», «Карван» та «Стандард» (Баку).
Завершив професійну ігрову кар'єру у клубі «Стандард» (Сумгаїт), за команду якого виступав протягом 2009–2010 років.
З 2011 до червня 2014 року — тренер-селекціонер «Нефтчі». Із липня 2014 до 2015 року очолював тренерський штаб азербайджанського клубу «Нефтчала».

## Виступи за збірну
1999 року дебютував в офіційних матчах у складі національної збірної Азербайджану. Протягом кар'єри у національній команді, яка тривала 7 років, провів у формі головної команди країни 47 матчів.